# История Linux

## GNU без Linux
К 1990 году в рамках проекта GNU, основанного Ричардом Столлманом, были разработаны и постоянно развивались свободные программы, составляющие основной инструментарий для разработки программ на языке Си: текстовый редактор Emacs, компилятор языка Си gcc, отладчик программ gdb, командная оболочка bash, библиотека важнейших функций для программ на Си libc. Все эти программы были написаны для операционных систем, похожих на UNIX. Поэтому в них использовались стандартные для UNIX системные вызовы — POSIX. При помощи системных вызовов программы получают доступ к оперативной памяти, файловой системе, устройствам ввода и вывода. Благодаря тому, что системные вызовы выглядели более-менее стандартно во всех реализациях UNIX, программы GNU могли работать (с минимальными изменениями или вообще без изменений) в любой UNIX-подобной операционной системе.
С помощью имевшихся инструментов GNU можно было бы писать программы на Си, пользуясь только свободными программными продуктами, однако свободного UNIX-совместимого ядра, на основе которого могли бы работать все эти инструменты, не существовало. В такой ситуации разработчики GNU вынуждены были использовать одну из патентованных реализаций UNIX, то есть вынуждены были следовать принятым в этих операционных системах архитектурным решениям и технологиям и основывать на них свои собственные разработки. Мечта Столлмана о научной разработке ПО, свободной от решений, движимых коммерческими целями, была неосуществима, пока в основе свободной разработки лежало патентованное UNIX-совместимое ядро, исходные тексты которого оставались тайной для разработчиков.

## Linux — ядро

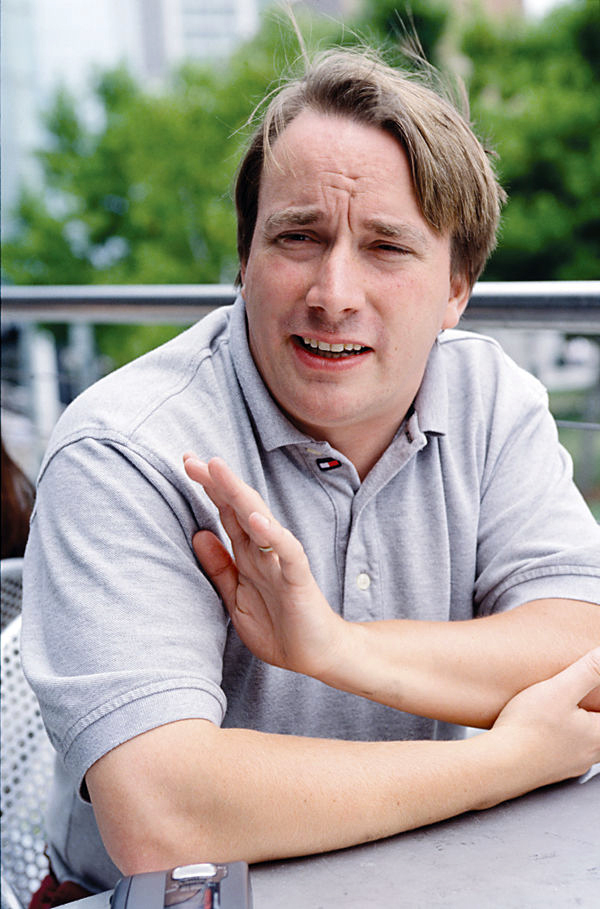
Линус Торвальдс

В 1991 году Линус Торвальдс, финский студент, увлёкся идеей написать совместимую с UNIX ядром операционною систему для своего персонального компьютера с процессором который имел очень популярную архитектуру на тот момент Intel 80386. Прототипом для будущего ядра стала операционная система MINIX: совместимая с UNIX операционная система для персональных компьютеров, которая загружалась с дискет и умещалась в очень ограниченной в те времена памяти персонального компьютера. MINIX был создан Эндрю Таненбаумом в качестве учебной операционной системы, демонстрирующей архитектуру и возможности UNIX. Именно полноценное ядро для своего ПК и хотел сделать Линус Торвальдс. Название своему ядру он дал freax, но позже оно было изменено хозяином ftp сервера на Linux — гибрид имени создателя и слова UNIX.
Совместимость с UNIX в этот момент означала, что операционная система должна поддерживать стандарт POSIX. POSIX — это функциональная модель совместимой с UNIX операционной системы, в которой описано, как должна вести себя система в той или иной ситуации, но не приводится никаких указаний, как это следует реализовать программными средствами. POSIX описывал те свойства UNIX-совместимых систем, которые были общими для разных реализаций UNIX на момент создания этого стандарта. В частности, в POSIX описаны системные вызовы, которые должна обрабатывать операционная система, совместимая с этим стандартом.
Важнейшую роль в развитии Linux сыграли глобальные компьютерные сети Usenet и Internet. На самых ранних стадиях Линус Торвальдс обсуждал свою работу и возникающие трудности с другими разработчиками в телеконференции comp.os.minix в сети Usenet, посвящённой операционной системе MINIX. Ключевым решением Линуса стала публикация исходных текстов ещё малоработоспособной первой версии ядра под свободной лицензией GNU GPL. Благодаря этому и получавшей всё большее распространение сети Internet очень многие получили возможность самостоятельно компилировать и тестировать это ядро, участвовать в обсуждении и исправлении ошибок, а также присылать исправления и дополнения к исходным текстам Линуса. Теперь над ядром работал уже не один человек, разработка пошла быстрее и эффективнее.
В 1992 году версия ядра Linux достигла 0.95, а в 1994 году вышла версия 1.0, что свидетельствовало о том, что разработчики наконец сочли, что ядро в целом закончено и все ошибки (теоретически) исправлены. В настоящее время разработка ядра Linux — дело уже гораздо большего сообщества, чем во времена до версии 1.0. Изменилась и роль самого Линуса Торвальдса: теперь он не главный разработчик, а наиболее авторитетный член сообщества, по традиции оценивающий качество исходных текстов, которые должны быть включены в ядро, и дающий своё добро на их включение. Тем не менее, общая модель свободной разработки сообществом сохраняется.

## GNU и Linux
Однако как нельзя сделать операционную систему без ядра, так и ядро будет бесполезно без утилит, которые использовали бы его возможности. Благодаря проекту GNU Линус Торвальдс сразу получил возможность использовать с Linux свободные утилиты: bash, компилятор gcc, tar, gzip и многие другие уже известные и широко используемые приложения, которые могли работать с его UNIX-совместимым ядром. Так Linux сразу попал в хорошее окружение и в сочетании с утилитами GNU представлял собой очень интересную среду для разработчиков программного обеспечения даже на самой ранней стадии своего развития.
Принципиальным шагом вперёд было именно то, что из ядра Linux и утилит и приложений GNU впервые стало возможно сделать полностью свободную операционную систему, то есть работать с компьютером и, более того, разрабатывать новое программное обеспечение, пользуясь только свободным программным обеспечением. Идеал полностью некоммерческой разработки, сформулированный Столлманом, теперь мог быть воплощён в жизнь.
Вскоре появлялись теоретические возможности воплощения идеала, но это не означало его немедленной практической реализации. Совместимость Linux и утилит GNU была обусловлена тем, что и то, и другое писалось с ориентацией на одни и те же стандарты и практику. Однако в рамках этой практики (то есть при наличии множества различных UNIX-систем) оставался большой простор для несовместимости и различных решений. Поэтому на начальном этапе разработки ядра каждое заработавшее на Linux приложение GNU было для Линуса очередным достижением. Первыми стали bash и gcc. Таким образом, сочетание GNU и Linux давало возможность создать свободную операционную систему, но само по себе ещё не составляло такой системы, потому что Linux и различные утилиты GNU оставались разрозненными программными продуктами, написанными разными людьми, не всегда принимавшими в расчёт то, что делали другие. Основным же свойством любой системы является согласованность её компонентов.

## Возникновение дистрибутивов
После определённого периода разработки на Linux уже стабильно работал ряд важнейших утилит GNU. Скомпилированное ядро Linux с небольшим комплектом скомпилированных уже на Linux утилит GNU составляло набор инструментов для разработчика программного обеспечения, желающего использовать свободную операционную систему на своём персональном компьютере. В таком виде Linux уже не только годился для разработки Linux, но и представлял собой операционную систему, в которой можно было уже выполнять какие-то прикладные задачи. Конечно, первое, чем можно было заниматься в Linux — писать программы на Си.
Когда задача получить компьютер с постоянно работающей на нём системой Linux стала востребованной и довольно распространённой, разработчики в хельсинкском и техасском университетах создают собственные наборы дискет, с которых скомпилированное ядро и основные утилиты можно записать на жёсткий диск, после чего загружать операционную систему прямо с него. Эти наборы дискет стали первыми прототипами современных дистрибутивов Linux — комплектов программного обеспечения, на основе которых можно получить работающую операционную систему на своём компьютере. В дистрибутив Linux с самого начала входили программные продукты GNU. Всякий раз, когда говорится «операционная система Linux», подразумевается «ядро Linux и утилиты GNU». Фонд свободного ПО рекомендует называть это операционной системой Linux.
Однако скопировать все нужные программы на жёсткий диск ещё недостаточно, чтобы получить подходящую для нужд пользователя операционную среду (пусть даже это очень профессиональный пользователь). Поэтому первые наборы дискет можно только условно назвать дистрибутивами. Чтобы получить работающую операционную систему, требуются какие-то специальные средства установки и настройки программного обеспечения. Именно наличие таких средств и отличает современные дистрибутивы Linux. Другая важнейшая задача дистрибутива — регулярное обновление. Программное обеспечение, особенно свободное, — одна из самых быстро развивающихся областей, поэтому мало один раз установить Linux, нужно ещё регулярно его обновлять. Первым дистрибутивом в современном понимании, получившим широкое распространение, стал Slackware, созданный Патриком Фолькердингом. Он был широко известен пользователям Linux уже к 1994 году.
Несмотря на то, что с появлением первых дистрибутивов установка Linux уже не требует самостоятельной компиляции всех программ из исходных текстов, использование Linux оставалось уделом разработчиков: пользователь операционной системы с ним в тот период её развития мог заниматься почти исключительно программированием. По крайней мере, чтобы решать в ней другие повседневные прикладные задачи (например, чтение электронной почты, написание статей и т. п.), он должен был сначала некоторое время позаниматься программированием и даже разработкой самой системы Linux, чтобы создать для себя соответствующие прикладные программы или заставить их работать в Linux.
Всё программное обеспечение для Linux было открытым, поэтому вскоре стало появляться всё больше прикладных программ для Linux, которые использовались всё большим сообществом, отчего становились надёжнее и получали всё новую функциональность. В конце концов возникает идея, что из Linux и GNU-приложений для Linux целенаправленными усилиями небольшой группы разработчиков можно делать целостные операционные системы, подходящие для очень широкого круга пользователей и продавать эти системы пользователям за деньги как аналог и альтернативу существующим патентованным операционным системам.
Выгода операционной системы, целиком состоящей из свободного программного обеспечения, очевидна — собирающие эту систему не должны никому платить за входящие в неё программы. Более того, дальнейшая разработка и обновление имеющихся программ ведётся сообществом разработчиков также совершенно бесплатно, не нужно платить сотрудникам, которые занимались бы этим. В итоге затраты фирмы, собирающей дистрибутив Linux для пользователя, ограничиваются оплатой программистов, интегрирующих разрозненные приложения в систему и пишущих программы для стандартизации процедур установки и настройки системы, чтобы облегчить эти задачи неподготовленному пользователю, а также затратами на самоиздание получившегося дистрибутива. Для конечного покупателя это означает принципиальное снижение цены на операционную систему.
Первой успешной компанией, работающей по такой схеме, стала Red Hat, появившаяся в 1995 году. Red Hat адресовала свои разработки не только программистам профессионалам, но и обыкновенным пользователям и системным администраторам, для которых компьютер — в первую очередь офисное рабочее место или рабочий сервер. Ориентируясь на уже существующие на рынке предложения для такого класса пользователей, Red Hat всегда уделял большое внимание разработке приложений с графическим интерфейсом для выполнения типичных задач по настройке и администрированию системы. Бизнес Red Hat развивался довольно успешно, в 1999 году эта компания акционировалась — сразу после выпуска акции росли в цене очень энергично, однако потом ажиотаж утих. В настоящее время доля Red Hat на рынке серверов и рабочих станций Linux очень велика. Благодаря Red Hat в сообществе пользователей Linux очень широкое распространение получил формат пакетов RPM.
Практически одновременно с Red Hat появился проект Debian. Его задача была примерно той же — сделать целостный дистрибутив Linux и свободного программного обеспечения GNU, однако этот проект был задуман как принципиально некоммерческий, проводимый в жизнь сообществом разработчиков, нормы взаимодействия в котором полностью соответствовали бы идеалам свободного ПО. Сообщество разработчиков Debian — международное, участники которого взаимодействуют через Internet, а нормы взаимодействия между ними определяются специальными документами — полиси (англ. policy).
Сообщество разработчиков не извлекает никакой прибыли от продажи Debian, его версии распространяются свободно, доступны в Интернет, могут распространяться и на твёрдых носителях (CD, DVD), но и в этом случае их цена редко сильно превышает стоимость носителя и наценку, окупающую затраты на издание. Первоначально разработка Debian спонсировалась Фондом свободного программного обеспечения. Адресатами дистрибутивов Debian всегда в первую очередь были профессиональные пользователи, так или иначе связанные с академической разработкой программного обеспечения, которые готовы читать документацию и собственными руками организовать нужный профиль системы, соответствующий именно их задачам. Ориентация на такую аудиторию предопределила некоторые тенденции развития Debian: в нём никогда не было обилия «простых» графических средств настройки среды, всевозможных «мастеров», однако всегда уделялось много внимания средствам последовательной и единообразной интеграции программного обеспечения в единую систему. Именно в Debian появился менеджер пакетов (APT). В настоящее время Debian — самый популярный дистрибутив Linux среди пользователей, являющихся профессионалами в области безопасности информационных технологий, так как имеет самую большую скорость реагирования на обнаруженные угрозы. 
Всякий раз, когда свободное программное обеспечение оказывается востребованным, немедленно возникает множество альтернативных решений — так произошло и с дистрибутивами Linux. После 1995 года возникло (и продолжает возникать) огромное количество коммерческих компаний и свободных сообществ, которые ставят своей задачей подготовку и выпуск дистрибутивов Linux. У каждого из них — свои особенности, своя целевая аудитория, свои приоритеты. К настоящему времени на рынке дистрибутивов выделилось несколько лидеров, которые предлагают более или менее универсальные решения и наиболее широко известны и используются. Помимо уже названных Red Hat и Debian следует назвать в ряду дистрибутивов, ориентированных на рядового пользователя, немецкий SuSE и французский Mandriva (до 2005 года — Mandrake), среди адресованных специалистам — Gentoo. Но помимо «крупных» игроков на рынке дистрибутивов есть гораздо большее количество менее распространённых дистрибутивов. Теперь перед пользователем, желающим установить Linux, встаёт вопрос выбора дистрибутива. Критерии выбора — и задачи, которые предполагается решать с помощью Linux, и уровень подготовки пользователя, и технологии, и предстоящие контакты с тем сообществом, которое занимается разработкой дистрибутива.

## История Linux в России
Получилось так, что в международном сообществе разработчиков, начинавших и продолжавших развивать Linux, все в той или иной степени могли объясняться по-английски. Это и неудивительно, поскольку исторически английский оказался языком компьютерной науки и операционной системы UNIX, глобальной сети Internet, программирования. В международном сообществе разработчиков программного обеспечения английский выполнял и выполняет функцию, сравнимую с ролью латыни в научном сообществе средневековой Европы. Но если Linux предполагается использовать не только для программирования и общения с программистами, но и для решения повседневных задач, то необходима локализация, то есть возможность общаться с компьютером и при помощи компьютера на языках, отличных от английского.
Локализация — комплексный процесс, затрагивающий самые разные стороны системы. Для полноценной поддержки того или иного языка в системе необходимо сначала обеспечить возможность ввода на этом языке (поддержка раскладок клавиатуры и кодировок), вывода (поддержка экранных шрифтов), печати, а затем уже необходимо переводить интерфейс различных приложений на данный язык, разрабатывать средства подготовки электронных и бумажных публикаций на этом языке и т. д.
Первой компанией, поставившей своей целью выпуск дистрибутивов Linux для русскоговорящих пользователей, стала УрбанСофт. Весь её бизнес состоял в выпуске и продаже CD-дисков с дистрибутивами свободного программного обеспечения. В первую очередь это были дистрибутивы Red Hat, а также Debian, в которые включались разработанные силами УрбанСофт пакеты для русификации.
Несколько позже в Москве IPLabs Linux Team выпускает Linux Mandrake Russian Edition — модифицированный (чтобы соответствовать нуждам русского пользователя) вариант дистрибутива Mandrake Linux. Впоследствии эта команда начинает выпускать дистрибутивы, которые отличаются от Mandrake уже не только наличием пакетов для русификации, но и другими принципиальными возможностями. В конце концов, команда разработчиков создаёт фирму ALT Linux и начинает выпускать дистрибутивы под маркой ALT Linux.
Целью компании ASPLinux стал выпуск Red Hat с модификациями для поддержки русского языка. Название их продукта совпадает с названием компании.
Все перечисленные российские производители дистрибутивов Linux существуют и по сей день, продолжая более или менее активно выпускать дистрибутивы. Однако они теряют популярность, поскольку сейчас популярные во всём мире дистрибутивы, например Ubuntu или Fedora, достаточно хорошо переведены на большинство языков мира.